# Nuncio Galo
Nuncio Galo (ital. Nunzio Gallo; Napulj, 25. mart 1928 — Telese Terme, 22. februar 2008) bio je italijanski pevač.
Predstavljao je svoju zemlju na takmičenju za Pesmu Evrovizije 1957. Pesma koju je izveo, Corde Della Mia Chitarra, poznata je po tome što je najduža pesma ikada otpevana na Evroviziji. Trajala je 5:09. Posle ove Evrovizije uvedeno je novo pravilo da pesma ne sme da traje više od 3 minuta. Pesmu Corde Della Mia Chitarra na Evroviziji je izveo uz pratnju gitariste Pijera Goca. Gallo je bio i glumac koji se pojavio u preko 20 filmova. Gallo je u septembru 2007. godine pretrpio teško moždano krvarenjo od kojeg se nikada nije potpuno oporavio. Umro je 22. februara 2008. u Telese Terme..
On je takođe otac italijanskog glumca i pevača Massimiliana Galla.